# Закон о защите мира
Закон СССР от 12 марта 1951 года «О защите мира» (также просто Закон о защите мира) — нормативно-правовой акт, принятый Верховным Советом СССР 12 марта 1951 года в ответ на решение Второго Всемирного конгресса сторонников мира (состоявшегося в Варшаве в 1950 году), призвавшего парламенты всех стран мира принять закон, закреплявший бы и охранявший мир.
Закон объявлял пропаганду войны, вне зависимости от её форм, тягчайшим преступлением против человечества и устанавливал уголовную ответственность для лиц, виновных в ней (в соответствии с более поздним Законом СССР от 25 декабря 1958 года «Об уголовной ответственности за государственные преступления» — сроком от трёх до восьми лет и со ссылкой на срок от двух до пяти лет или без ссылки).
Аналогичные законы были приняты в странах соцлагеря: в 1950 году — в Чехословакии, Венгрии, Румынии, ГДР, Болгарии и Польше, а в 1951 году — в Албании.